# Záblatí, Žďár nad Sázavou
Záblatí là một làng thuộc huyện Žďár nad Sázavou, vùng Vysočina, Cộng hòa Séc.